# リヌス (衛星)
リヌス ((22) Kalliope I Linus) は小惑星 (22) カリオペを公転している衛星である。その名称は母星の由来となったギリシア神話の女神カリオペの息子リノスに由来する。

## 発見
2001年8月29日にジャン＝リュック・マーゴットとマイケル・ブラウンによって、マウナケア天文台群のケックII望遠鏡を用いた観測で発見された。3日後にも別のチームがカナダ・フランス・ハワイ望遠鏡で独立して発見した。
2006年11月8日、関東地方から東北地方にかけてカリオペとリヌスによる恒星の掩蔽がアマチュア天文家たちによって観測され、カリオペとリヌスの正確な大きさと位置が求められた。これは、掩蔽以外の方法により発見されていた小惑星の衛星を掩蔽によって観測した世界初の例である。